# 芳賀雅顯
芳賀 雅顯（はが まさあき、1966年 - ）は、日本の法学者。慶應義塾大学教授。専門は民事訴訟法。

## 略歴
- 1989年　明治大学法学部卒業
- 1992年　早稲田大学大学院法学研究科博士前期課程修了
- 1995年　慶應義塾大学大学院法学研究科博士後期課程単位取得退学
- 1998年　明治大学法学部専任講師
- 2001年　明治大学法学部助教授
- 2009年　明治大学法学部教授
- 2013年　慶應義塾大学大学院法務研究科教授

## 活動
主な研究テーマは国際民事手続法。日本民事訴訟法学会 理事 （2010年）。

## 著書
- 『現代民事手続法の課題』（信山社　2019年）
- 『外国判決の承認』（慶應義塾大学出版会　2018年）
- 『民事訴訟法 (日評ベーシック・シリーズ)』（日本評論社  2016年）
- 『EUの国際民事訴訟法判例』（信山社　2013年）
- 『プリメール民事訴訟法 (αブックス)』（法律文化社  2010年）